# Gordon Allott

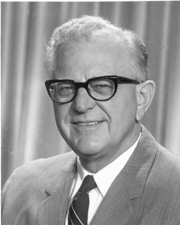
Gordon L. Allott

Gordon Llewellyn Allott, född 2 januari 1907 i Pueblo, Colorado, död 17 januari 1989 i Englewood, Colorado, var en amerikansk republikansk politiker. Han representerade delstaten Colorado i USA:s senat 1955-1973.
Allott avlade 1927 grundexamen vid University of Colorado i Boulder. Han avlade två år senare juristexamen och inledde sedan sin karriär som advokat i hemstaden Pueblo. Han flyttade snart därefter till Lamar där han arbetade först som advokat och sedan som stadsåklagare 1937-1941. Han deltog i andra världskriget i US Army Air Forces.
Allott var viceguvernör i Colorado 1951-1955. Han efterträdde 1955 Edwin C. Johnson som senator för Colorado. Han omvaldes två gånger. Han ställde upp för omval en gång till i senatsvalet 1972 men förlorade mot demokraten Floyd K. Haskell.
Allott var anglikan och frimurare. Han gravsattes på Fairmount Cemetery i Denver.